# Disotka
Disotka (Dissotis) je rod rostlin z čeledi melastomovité. Jsou to dřeviny i byliny s jednoduchými, vstřícnými nebo přeslenitými listy a čtyř nebo pětičetnými květy. Vyskytují se v počtu asi 75 druhů v subsaharské Africe, jeden druh roste na Madagaskaru. Druh Dissotis rotundifolia je pěstován v tropech na vhodných místech jako okrasná rostlina.

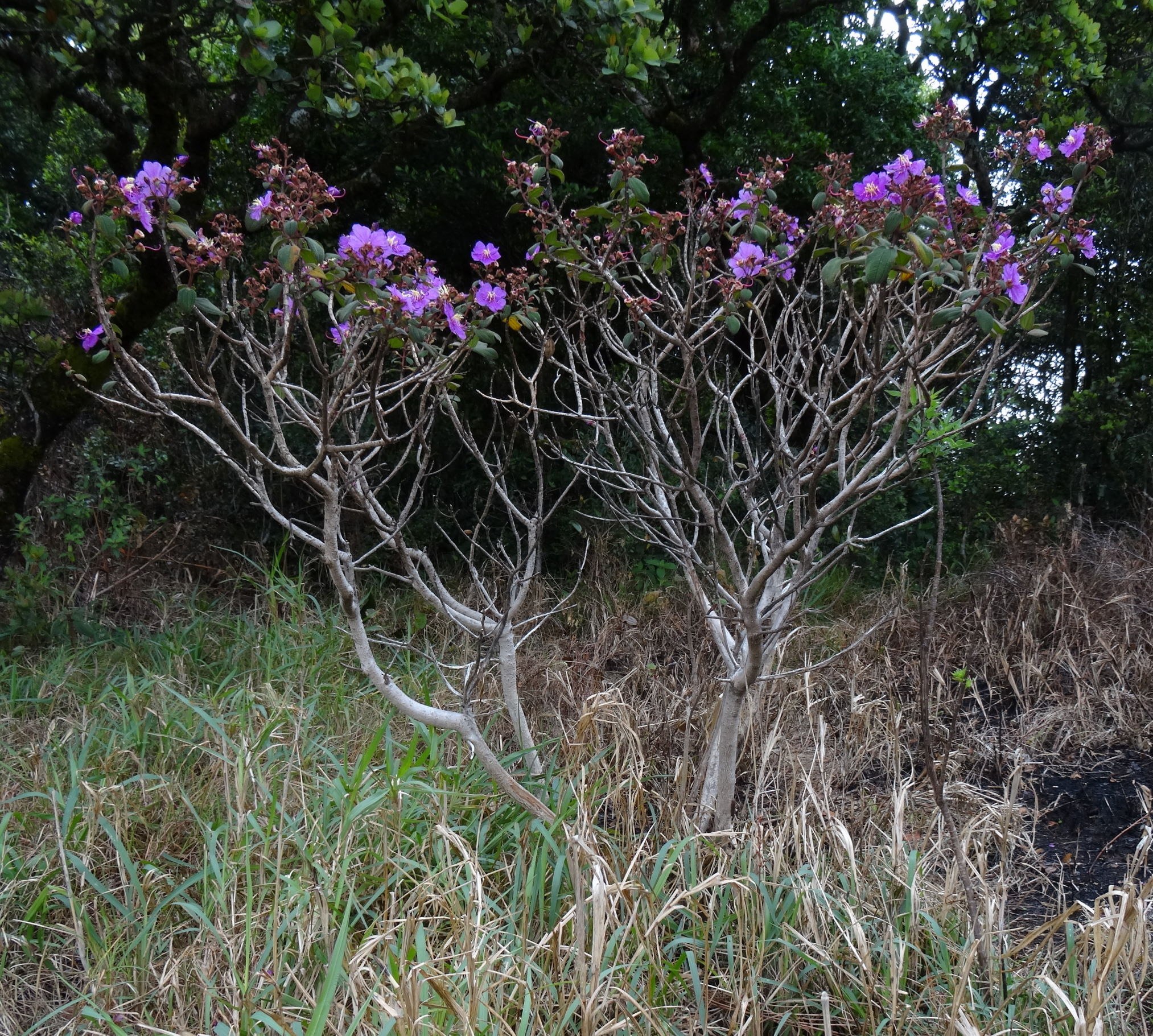
Disotka na Mount Ribaue, Mosambik

## Popis
Zástupci rodu disotka jsou keře, stromy nebo vytrvalé byliny, řidčeji i jednoletky. Listy jsou jednoduché, vstřícné nebo přeslenité. Žilnatina je tvořena 3 až 7 hlavními žilkami jdoucími od báze listu. Květy jsou čtyř nebo pětičetné (výjimečně šestičetné), jednotlivé nebo ve vrcholových květenstvích. Kalich je opadavý nebo vytrvalý, na kališních lístcích jsou přívěsky. Koruna je růžová, purpurová nebo fialová, výjimečně bílá nebo žlutá, korunní lístky jsou obvejčité. Tyčinek je 8 nebo 10 (v šestičetných květech 12) a jsou dvoutvárné. Semeník obsahuje 4 nebo 5 komůrek. Plodem je tobolka pukající 4 nebo 5 chlopněmi a obsahující velké množství drobných semen.

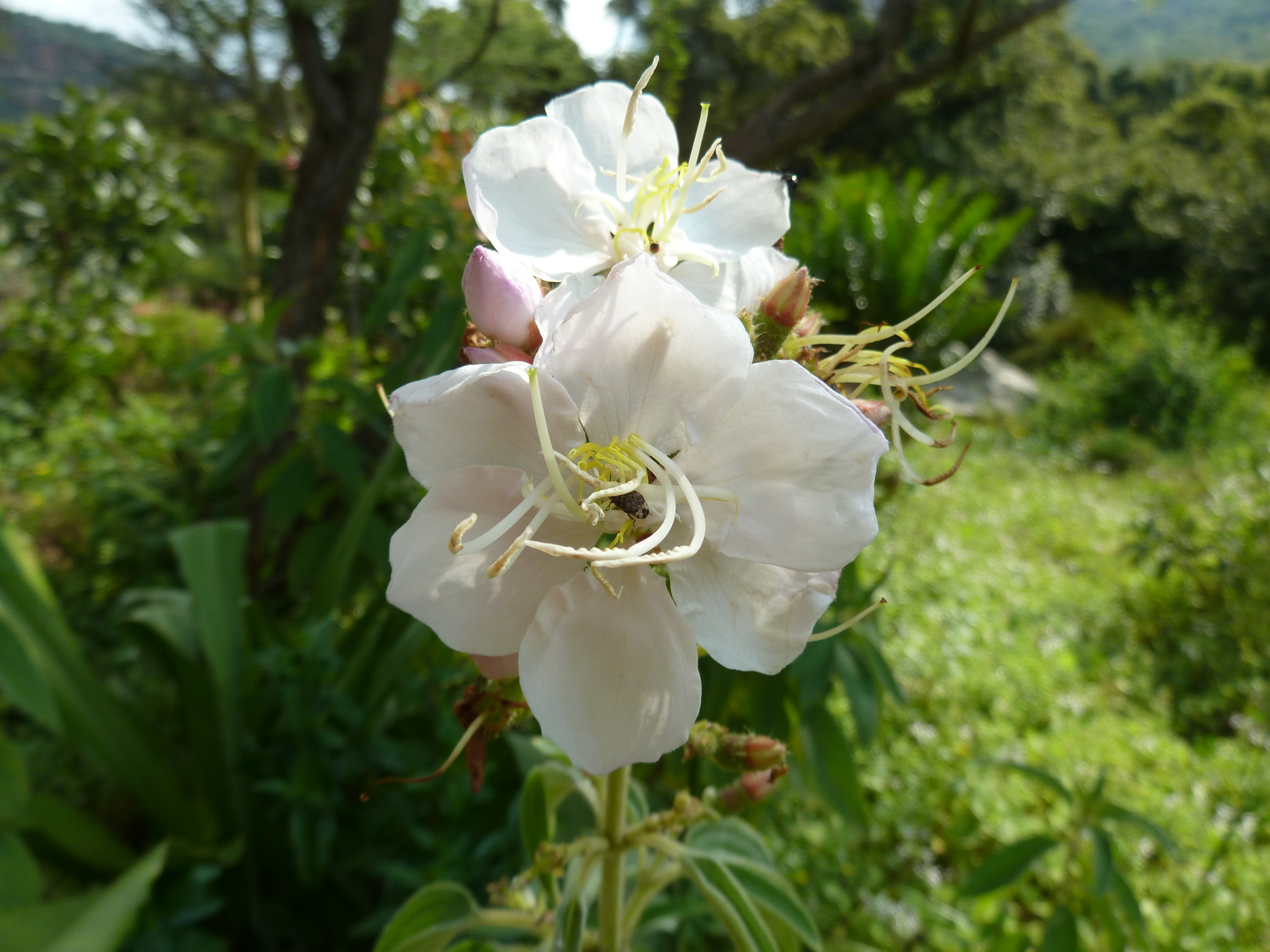
Dissotis princeps
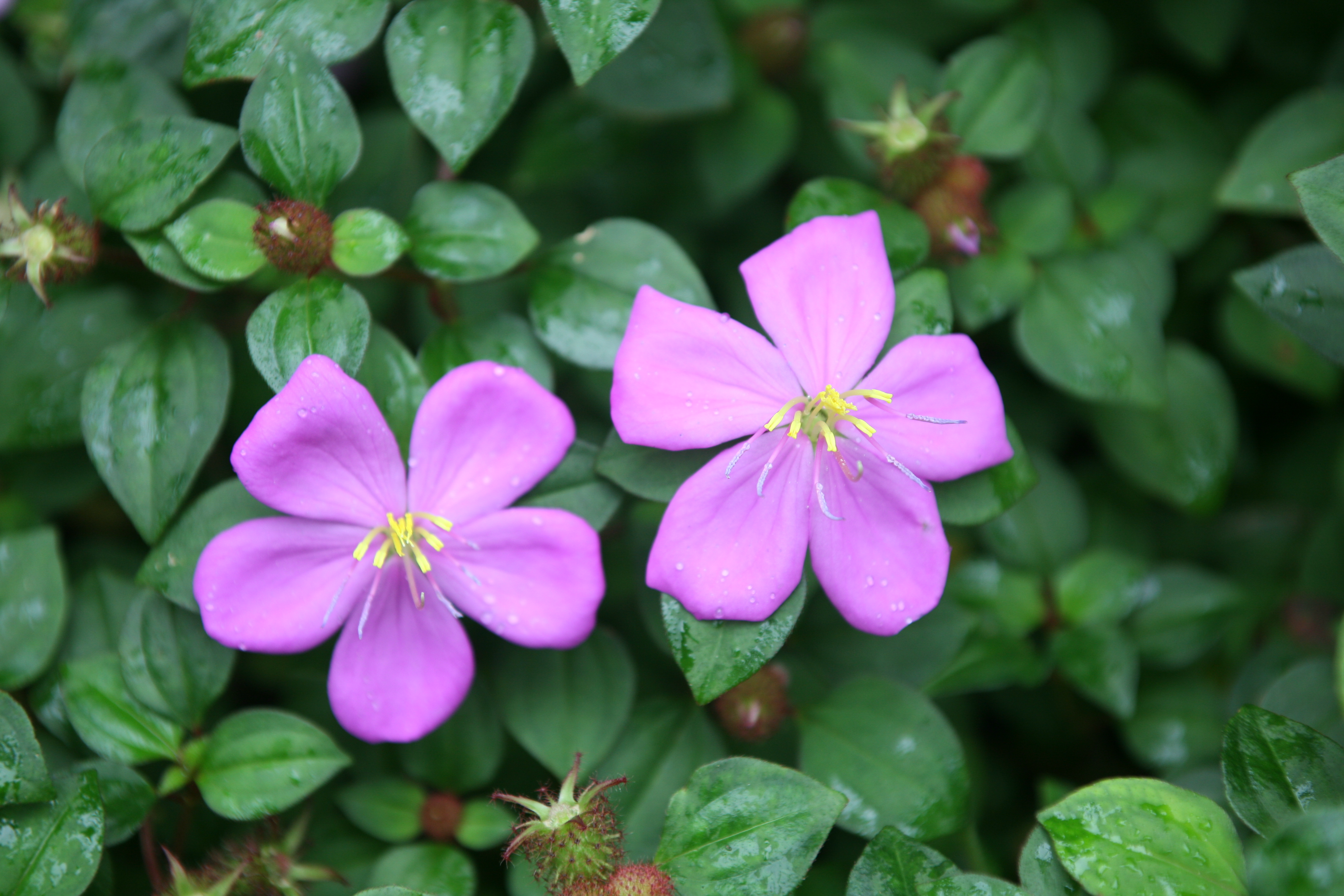
Dissotis rotundifolia
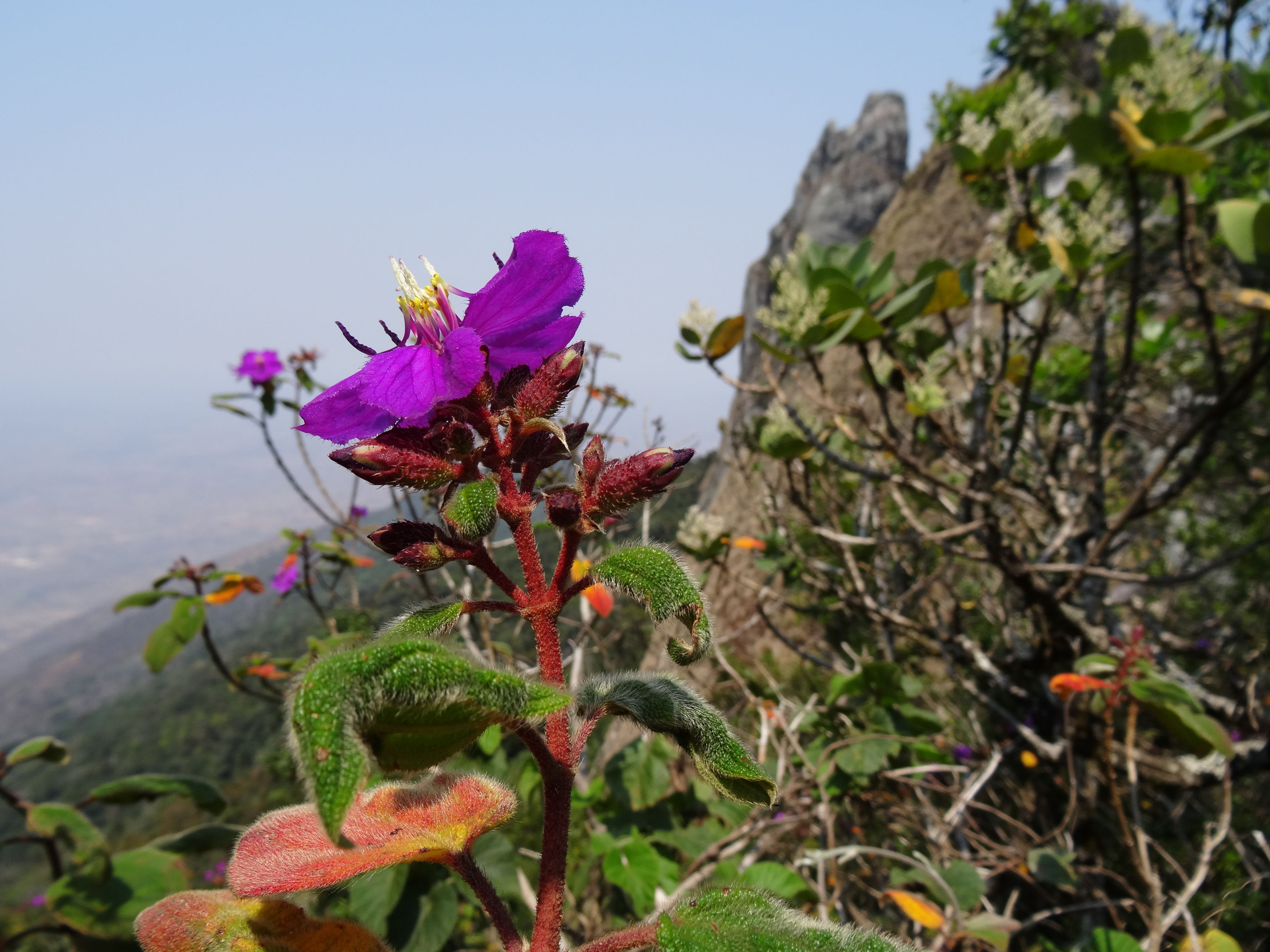
Dissotis melleri

## Rozšíření
Rod disotka zahrnuje 76 druhů. Je rozšířen v tropické Africe, v jižní Africe a na Madagaskaru.
Mnohé druhy jsou endemity jednotlivých afrických zemí. Mezi druhy s rozsáhlým areálem náleží D. brazzae, D. congolensis, D. grandiflora, D. multiflora, D. perkinsiae, D. princeps, D. speciosa a D. thollonii.
Do jižní Afriky zasahují 2 druhy: D. pulchra do Namibie a D. princeps do Botswany a Jihoafrické republiky. Na Madagaskaru roste jediný druh, D. pauciflora

## Ekologické interakce
Květy disotek jsou opylovány včelami, zejména drvodělkami. Neobsahují nektar, opylovačům však nabízejí pyl a olej.

## Taxonomie
V roce 1995 byl do rodu Dissotis přeřazen z rodu Rhodosepala druh Dissotis pauciflora, čímž se areál rozšíření rodu rozšířil i o Madagaskar.

## Význam
Druh Dissotis rotundifolia je pohledná plazivá bylina, pěstovaná v tropech na vhodných místech jako okrasná rostlina. Vyžaduje vysokou vzdušnou vlhkost, hodí se k pěstování např. ve fontánách či ve vodní mlze u vodopádů.